# Bernhard von Lindenau

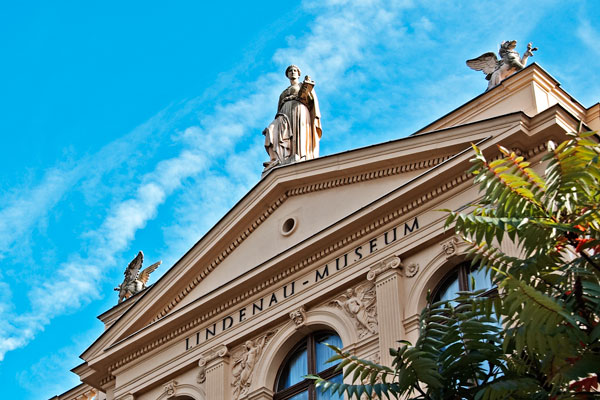
Le musée Lindenau d'Altenbourg.

Bernhard August von Lindenau, né le 11 juin 1779 à Altenbourg dans le duché de Saxe-Gotha-Altenbourg et mort le 21 mai 1854 dans la même ville, est un avocat, astronome, homme politique et collectionneur d'art allemand.

## Biographie
En 1802, il succède à l'astronome Franz Xaver von Zach comme directeur de l'observatoire de Seeberg. En 1816, il engage comme assistant à l'observatoire astronomique un astronome et mathématicien allemand, Johann Franz Encke, qui lui succédera en 1822.
En 1830, Bernhard von Lindenau est ministre de l'Intérieur au cours d'une période troublée de l'histoire du royaume de Saxe. Vers la fin de l'année, il a supervisé des mesures pour calmer les protestations violentes réclamant une réforme politique. Il fut nommé ministre-président (en allemand : Vorsitzende des Gesamtministeriums) du 1er décembre 1831 à septembre 1843.
Bernhard von Lindenau a créé une collection d'œuvres d'art italien des XIVe siècle et XVe siècle par des peintres florentins, dans un effort pour créer une conscience artistique. Il a donné sa collection d'art de la ville d'Altenbourg, à condition que celle-ci créée un musée pour exposer les œuvres d'art. Ce musée a été terminé en 1875 et fut dénommé par la suite le "Lindenau Museum".
En 1935, l'Union astronomique internationale donnera le nom de Lindenau à un cratère lunaire et à un astéroïde (9322) Lindenau.